# The Guardian (Britse krant)
The Guardian is een in 1821 opgericht Brits dagblad. The Guardian wordt uitgegeven door Guardian Media Group en is sinds 1936 eigendom van de Scott Trust. Sinds 1993 behoort de zondagskrant The Observer ook tot de Guardian Media Group. De krant heette tot 1959 The Manchester Guardian.
Op 13 september 2005 werd overgestapt van broadsheet- naar berlinerformaat. De krant wordt in zowel Manchester als Londen gedrukt. Het is de enige Britse krant op nationaal niveau die helemaal in kleur wordt gedrukt.
Van The Guardian werden in december 2016 dagelijks ruim 160.000 exemplaren verkocht. Ter vergelijking, van The Daily Telegraph waren dat er meer dan 460.000 en van The Times meer dan 446.000.

## Geschiedenis
The Manchester Guardian werd in 1821 opgericht door John Edward Taylor en tien geldschieters, allen werkzaam in de textielbranche. Taylor zelf, die uitgever-hoofdredacteur werd, was importeur van ruwe katoen uit de Verenigde Staten. Hij was in 1819 ooggetuige geweest van de Peterloo Massacre en de berichtgeving daarover bracht hem tot de stichting van een liberale krant.
Een onderzoek in opdracht van de krant zelf stelde in 2023 vast, dat Taylor en zijn compagnons bij hun katoenimport handel dreven met slavenhouders.

## Crowdsourcing and crowdfunding
The Guardian is een van de koplopers op het gebied van crowdsourcing in de journalistiek; het inzetten van de lezers voor het maken van verhalen. In 2009 startte The Guardian met het project Check Your MP's Expenses, waarbij de declaraties door parlementariërs door de krant werden opgevraagd en online werden gezet. Gebruikers konden op een speciale website door de bonnetjes bladeren en aangeven welke declaraties verdacht leken. Er kwam een reeks grote verhalen uit voort.
De site GuardianWitness is de basis voor alle crowdsourcingprojecten van The Guardian. Gebruikers kunnen aan losse opdrachten bijdragen in de vorm van verhalen, video's en foto's.
De papieren versie is betaald. The Guardian is echter zo goed als de enige (kwaliteits-)krant waar de online versie volledig gratis beschikbaar is. Voor de financiering doet de krant hierbij een beroep op vrijwillige bijdragen via crowdfunding.

## Opinie
The Guardian wordt tot de meest serieuze en gerespecteerde kranten in het Verenigd Koninkrijk gerekend en streeft ernaar een belangrijke aanjager te zijn van het debat aan de linkerzijde van het politieke spectrum. Volgens een enquête uit 2004 stemde 44% van de lezers Labour en 37% voor de Liberal Democrats.
Enkele belangrijke columnisten en opinieleiders die voor de krant schrijven of geschreven hebben zijn:
- Tariq Ali
- Russell Brand
- Owen Jones
- Joris Luyendijk
- George Monbiot
- Natalie Nougayrède
- Richard Dawkins